# Сакашети
Сакашети (груз. საქაშეთი) — село в Грузии, на территории Горийского муниципалитета края (мхаре) Шида-Картли.

## География
Село находится в центральной части Грузии, на расстоянии приблизительно 12 километров (по прямой) к северо-западу от города Гори, административного центра муниципалитета. Абсолютная высота — 723 метра над уровнем моря.

## Население
По результатам официальной переписи населения 2014 года в Сакашети проживало 883 человека (452 мужчины и 431 женщина). В национальной структуре населения грузины составляли 98,8 %, осетины – 1,2 %.
| Год  | Население, человек |
| ---- | ------------------ |
| 2002 | 1009               |
| 2014 | ↘ 883              |